# Bring Us Together
Bring Us Together er det tredje studiealbum fra det danske poprockband The Asteroids Galaxy Tour. Det blev udgivet den 31. januar 2012. Musikmagasinet GAFFA gav albummet fire ud af seks stjerner, mens AllMusic gav 3,5 ud af fem stjerner.

## Spor
1. "Bring Us Together" - 4:19
2. "Navigator" - 5:09
3. "My Club" - 3:48
4. "Get Connected" - 3:44
5. "Choke It" - 5:13
6. "Hurricane" - 4:12
7. "Rock The Ride" - 4:12
8. "I Am The Mountain" - 5:31
9. "Zombies" - 4:48
10. "X" - 3:42